# Alonsoa acutifolia
Alonsoa acutifolia är en flenörtsväxtart som beskrevs av Hipólito Ruiz López och Pav.. Alonsoa acutifolia ingår i släktet eldblommor, och familjen flenörtsväxter. Inga underarter finns listade i Catalogue of Life.